# Agraringenieurschule Weimar
Die Agraringenieurschule „Walter Ulbricht“ Weimar bestand von 1962 bis 1994.
Vorgänger war die Fachschule für Landwirtschaft Walter Ulbricht (Weimar) von 1900 bis 1962. Diese hatte verschiedene Namen. Die Agraringenieurschule Weimar entstand durch den Zusammenschluss der Fachschule für Landwirtschaft Eisenach und der Fachschule für Landwirtschaft Weimar. Sie befand sich am einstigen Karl-Marx-Platz 1. Das ist heute am Rathenauplatz bzw.  Jorge-Semprún-Platz und Teil des einstigen Gauforum Weimar.
Die Ausbildung wurde als 3-jähriges Direktstudium oder 5-jähriges Fernstudium durchgeführt. Ein Internat befand sich in der Villa Ingrid in der Gutenbergstraße 1 in Weimar von 1972 bis zur Rückübertragung an die Familie Heydenreich.

## Absolventen der Schule
- Karin Wolf
- Verena Schlüsselburg